# Фабіо Берарді
Фабіо Берарді (італ. Fabio Berardi; нар. 26 травня 1959, Борго-Маджоре, Сан-Марино) — політичний діяч Сан-Марино, двічі капітан-регент Сан-Марино з 1 квітня по 1 жовтня 2001 року і з 1 жовтня 2016 року.

## Біографія
Фабіо Берарді народився в травні 1959 року в Борго-Маджоре. Є геологом.
Є батьком двох дітей.